# Perotis
Perotis és un gènere de plantes de la subfamília de les cloridòidies, família de les poàcies. És originari d'Àfrica, l'Índia, Ceilan, l'est d'Àsia i Austràlia.
El gènere va ser descrit per William Aiton i publicat a  Hortus Kewensis 1: 85. 1789. (7 Aug-1 Oct 1789)

## Espècies
| - Perotis acanthoneuron - Perotis birmanica - Perotis burmanni - Perotis chinensis - Perotis clarksonii - Perotis cubana - Perotis flavidodula - Perotis glabrata - Perotis hildebrandtii - Perotis holstii | - Perotis hordeiformis - Perotis humbertii - Perotis indica - Perotis latifolia - Perotis leptopus - Perotis longiflora - Perotis macrantha - Perotis patens - Perotis patula - Perotis perrottetii | - Perotis phleoides - Perotis pilosa - Perotis polystachya - Perotis rara - Perotis scabra - Perotis somalensis - Perotis spicaeformis - Perotis spicata - Perotis transvaalensis - Perotis vaginata |